# Mogli sfuggenti
Mogli sfuggenti (Slipping Wives) è un film del 1927 diretto da Fred Guiol. È un cortometraggio con protagonista Priscilla Dean, in cui appaiono Stan Laurel e Oliver Hardy prima che formassero il duo Stanlio e Ollio. Nel 1935 il soggetto del corto fu rielaborato per Gelosia, il penultimo corto della coppia. Mogli sfuggenti fu distribuito negli Stati Uniti dalla Pathé Exchange il 3 aprile 1927.
Il soggetto del cortometraggio verrà riutilizzato per la comica sonora di Stanlio e Ollio Gelosia (1935).

## Trama
Leon è un pittore che non mostra più alcun interesse per la moglie ormai da tempo. Il sig. Squirtz, grande amico della coppia, suggerisce alla donna di fingere di avere uno spasimante in modo da far ingelosire il marito ed accendere in lui, nuovamente, la passione. Il problema è trovare chi si potrebbe prestare a recitare il ruolo di amante della donna. Ella propone di farlo a Squirtz che, però,  declina l'offerta dicendo che non vuole essere ucciso da Leon. L'occasione si presenta quando Ferdinand Flamingo bussa alla porta per consegnare un barattolo di vernice e ha subito un movimentato scambio di opinioni con Jarvis, il maggiordomo, che finisce ricoperto dalla vernice portata da Ferdinand. Assistendo alla scena, Squirtz suggerisce alla moglie di Leon di "assumere" Ferdinand, ritenendolo abbastanza sciocco da accettare. Ferdinand inizialmente vorrebbe rifiutare ma poi, con qualche moina e con la promessa di una grossa somma di denaro, la donna riesce a convincerlo. L'insieme della situazione, però, induce Ferdinand a ritenere che sia Squirtz il consorte della donna. Il maggiordomo, che nutre una profonda antipatia per Ferdinand, è, quindi, incaricato di vestirlo con gli abiti eleganti del padrone di casa ma prima di abbigliarlo, impone a un riottoso Ferdinand di farsi il bagno, operazione che si conclude, come è facile immaginare, con entrambi i protagonisti totalmente inzuppati. Durante la serata che segue, Ferdinand, presentato dalla donna a Squirtz e Leon come uno scrittore, è costretto a mimare il suo ultimo romanzo, un rifacimento della storia di Sansone e Dalila. La moglie di Leon, quindi, pretende che si dia da fare nel corteggiarla apertamente per conseguire il suo scopo. Ferdinand, sempre convinto che il marito della donna sia Squirtz dà luogo ad una serie di equivoci mentre Leon, per dimostrare alla moglie che la ama ancora, finge a sua volta di essere estremamente geloso di Ferdinand. In un crescendo di malintesi, Leon impugna una pistola sparando all'impazzata ma senza voler realmente colpire il malcapitato Ferdinand che se la dà a gambe ma viene inseguito anche dal maggiordomo, armato di fucile e con ben altre intenzioni. Fortunatamente, l'intervento di un poliziotto riporta in casa il maggiordomo non senza averne asseggiato le fucilate sul retro dei pantaloni.

## Distribuzione

### Edizione italiana
Mai distribuito nei cinema italiani, il corto fu trasmesso sulle reti Rai negli anni 1980, accompagnato da una traduzione delle didascalie da parte di doppiatori (tra cui Enzo Garinei e Giorgio Ariani per i personaggi di Laurel e Hardy); in questa versione, Ferdinand era italianizzato in Ferdinando e Winchester Squirtz era chiamato Fucile Squirtz. Negli anni 2000 il corto fu invece trasmesso su Rete 4 col titolo Mogli insinuanti in versione restaurata con didascalie in italiano (le quali soffrivano di alcuni errori grammaticali).